# Mint de kiss me
Mint de Kiss me (ミントで Kiss me, Minto de kisumî) est un manga de Yū Watase, recueil de sept nouvelles en un unique volume publié par Shôgakukan.

## Mint de kiss me
Mint de kiss me (ミントでKiss me) est la première histoire.
Kari Misono (御園 香里), collégienne, est amoureuse de Monsieur Tôno (遠野), un de ses professeurs. Elle se procure des bonbons à la menthe magiques : si elle embrasse celui qu'elle aime avec un bonbon dans la bouche, ils deviennent une seule personne.Mais, par accident, elle embrasse Wataru Shindô (進堂 渡), camarade de classe qu'elle déteste et tous deux se retrouvent dans le corps de Wataru.

## Genseika
Genseika (原生花) est la deuxième histoire.
Chiya (千弥), lycéenne, voit un de ses meilleurs amis, Kazuyoshi (一芳), mourir sous ses yeux, avec une fleur qui jaillit de son corps. Aidée de Yutaka (豊), un autre ami, elle se met à chercher la cause. Ses investigations la conduisent à l'hôpital où travaille son père...

## Yamato nadeshiko romanesuku
Yamato nadeshiko romanesuku (大和撫子ロマネスク) est la troisième histoire.
Fumino (文乃), collégienne, refuse de porter l'uniforme de son école, qui ressemble à un costume militaire. Elle en veut en effet au mari de sa défunte grande sœur, militaire étranger, et porte donc le yukata traditionnel.
Un jour, prise dans un tremblement de terre, elle rencontre un marin étranger, qui parle japonais.

## Suna no teiara
Suna no teiara (砂の王冠) est la quatrième histoire.
Sur une Terre dévastée et recouverte de sable, Tiara (ティアラ), princesse d'une tribu, voyage avec sa famille vers un légendaire lieu appelé Eden. Mais son groupe est attaqué, toute sa famille tuée, elle est violée.
Se retrouvant seule, elle rencontre une autre famille en route et, se faisant passer pour un garçon, se joint à eux qui se rendent également à Eden.

## Hatsuki toraianguru
Hatsuki toraianguru (はつきトライアングル) est la cinquième histoire.
Hatsuki Hodaka (保高 はつき) intègre un lycée réputé pour son école de kendo pour tenter de guérir une étrange maladie : dès qu'elle prend un sabre, elle devient une vraie guerrière, crainte de tous, ce qui la rend incapable d'avoir un petit ami.

## Nanahyakunichi no burû
Nanahyakunichi no burû (７００日のブルー) est la sixième histoire.
Masumi Oikawa (及川 真純), lycéenne, est responsable de la section peinture de son école. Préparant une exposition pour la fin de l'année avec les autres membres, elle se souvient de Kurachi (倉知), responsable il y a deux ans, et qu'elle a aimé.

## Hâto ni jueru
Hâto ni jueru (ハートに宝石) est la septième histoire.
Inde, 1988. Eru (恵流), petite fille, et Sabaru (昂), adolescent, retrouvent seuls dans la jungle après un accident d'avion, perdus au milieu de nulle part. S'aidant mutuellement, ils tentent de survivre.
Mais Sabaru a peut-être un objectif en tête, inconnu de Eru...